# Блумфилд (река)
Блумфилд (англ. Bloomfield River) — река в северном Квинсленде, Австралия. Впадает в Коралловое море. Длина реки составляет 17,9 км.

## Течение
Река берёт начало в Большом Водораздельном хребте к юго-востоку от города Уджал-Уджал. Высота истока — около 175 метров. Течет, главным образом, в северо-восточном направлении. Протекает через города Уджал-Уджал и Дегарра, затем через Блумфилд. Впадает в Коралловое море.

## Guyu wujalwujalensis
Река известна своим эндемичным видом рыбы — Guyu wujalwujalensis. Эта тропическая рыба отряда окунеобразных является единственным представителем монотипического рода Guyu. Относится в уязвимым видам (VU) и находится под охраной.

## Галерея

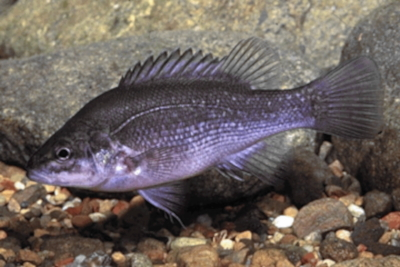
Guyu wujalwujalensis
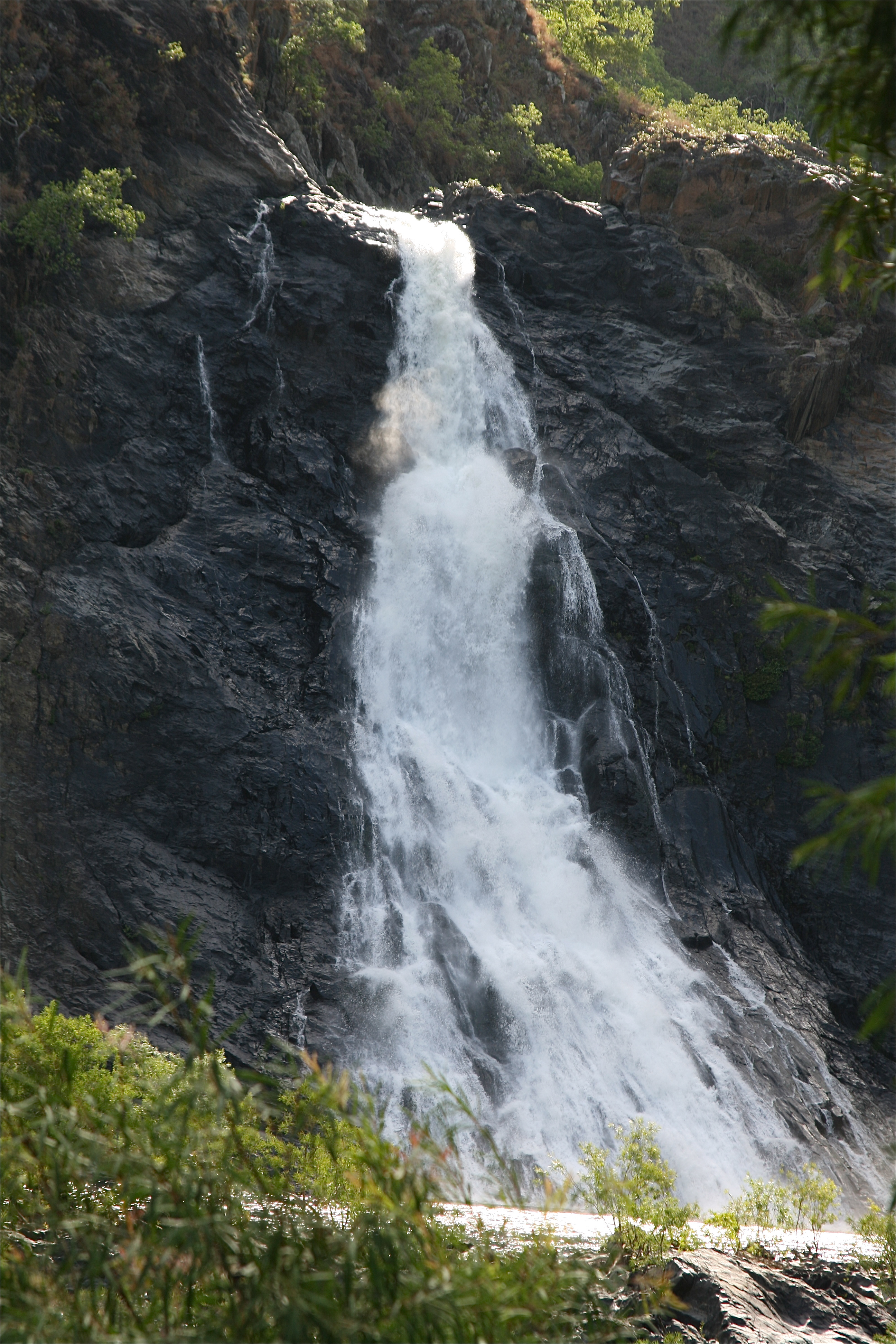
Водопад Уджал-Уджал
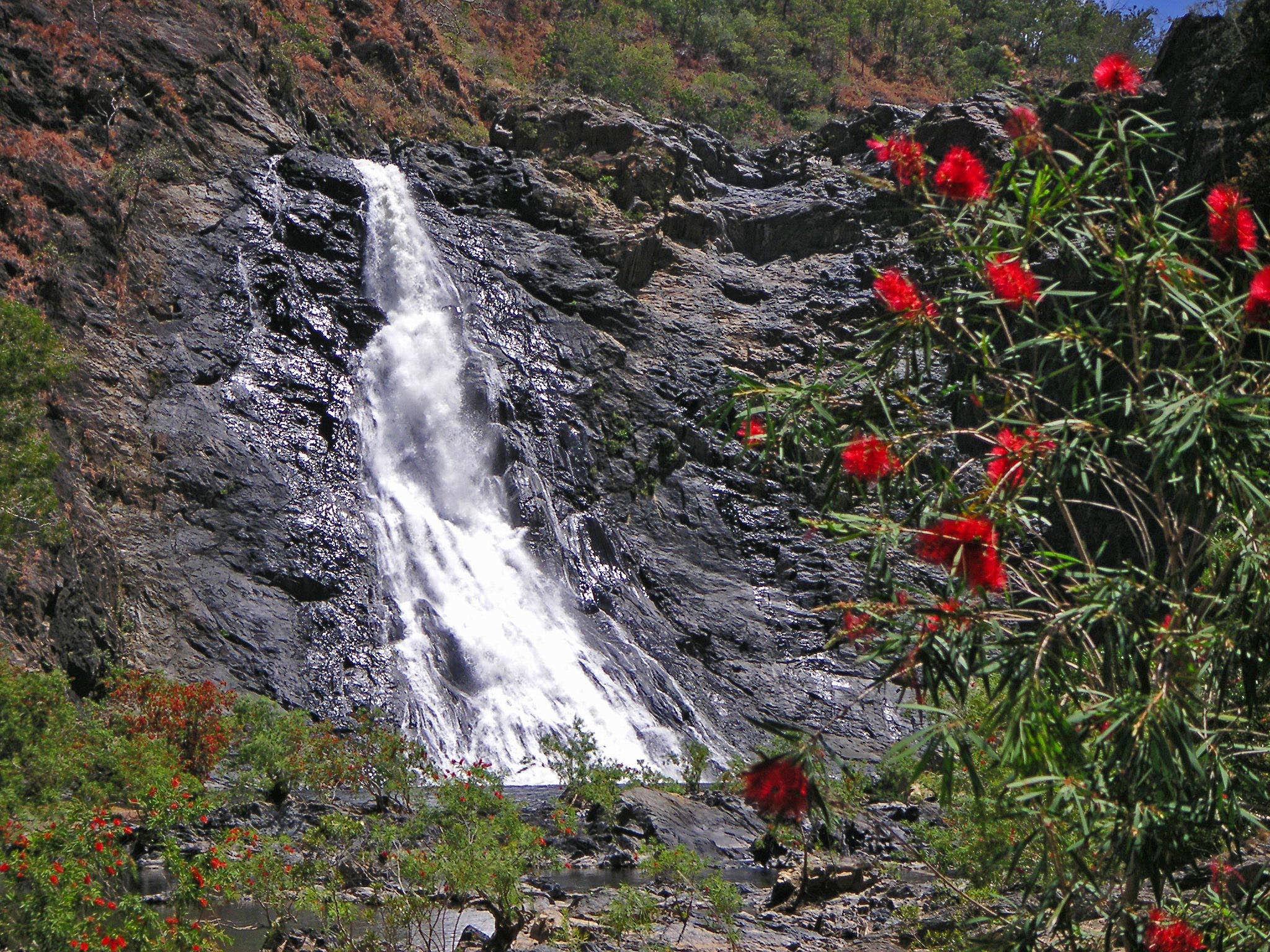
Водопад Блумфилд
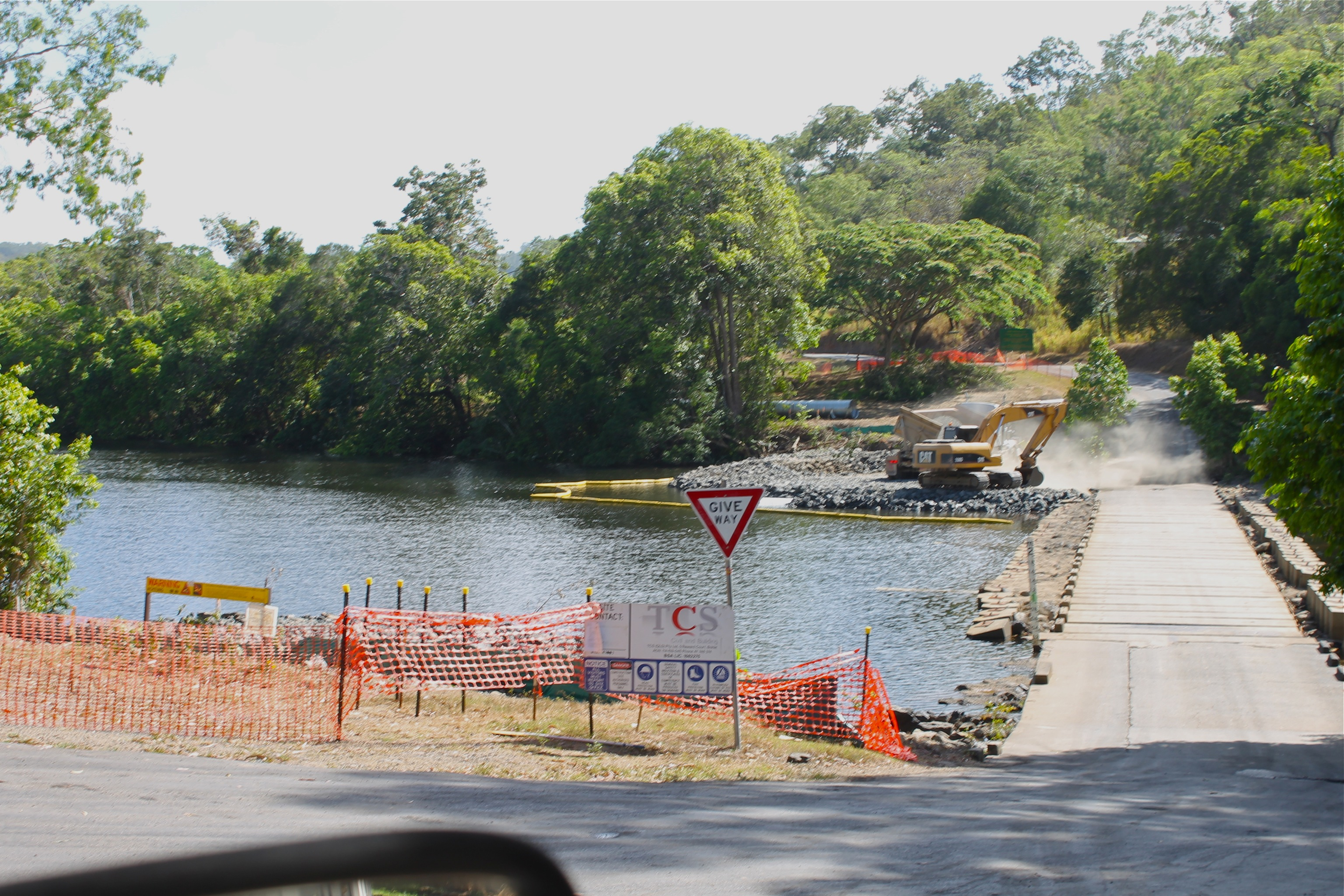
Строительство нового моста через реку Блумфилд, октябрь 2013